# الویرا خاسیانووا
الویرا خاسیانووا (به روسی: Эльвира Хасянова - Elvira Khasyanova) ورزشکار زن رشتهٔ شنا اهل کشور روسیه است. وی در بین سال‌های ‎۲۰۰۴ تا ۲۰۱۲ میلادی در مسابقات بازی‌های المپیک تابستانی در مجموع ۳ مدال طلا را کسب کرد.